# Racing Dreams
Racing Dreams – amerykański komediowy sportowy film w reżyserii Marshalla Curry'iego wydany w 2009 roku.

## Obsada
Źródło: Internet Movie Database
- Annabeth Barnes – jako on sam
- Josh Hobson – jako on sam
- Brandon Warren – jako on sam
- Russ Wiles – komentator wyścigowy

## Odbiór
Film zarobił 63 052 dolarów amerykańskich w Stanach Zjednoczonych.
W 2009 roku podczas 15. edycji Chicago International Film Festival Marshall Curry jako reżyser był nominowany do nagrody Silver Hugo w kategorii Best Documentary. Curry zdobył również nagrodę Best Documentary Feature podczas Tribeca Film Festival.